# Angst und Vorurteil
Angst und Vorurteil – AIDS-Ängste als Gegenstand der Vorurteilsforschung ist ein 1989 veröffentlichtes Buch der deutschen Soziologin und Ethnologin Gisela Bleibtreu-Ehrenberg. Der Titel des Buches ist angelehnt an Stolz und Vorurteil, einen Roman von Jane Austen (Pride and Prejudice, 1813).

## Entstehungshintergrund
1988 wurde Bleibtreu-Ehrenberg aufgrund ihrer bisherigen Arbeiten vom Deutschen Bundestag zum Vorstand der Enquête-Kommission Gefahren von AIDS und wirksame Wege zu ihrer Eindämmung zur Erforschung der gesellschaftlichen, juristischen und gesundheitspolitischen Auswirkungen und Herausforderungen der Krankheit ernannt. Ihr Buch Angst und Vorurteil beruht auf der Arbeit dieser Kommission sowie ihres eigenen Abschlussberichts an die Regierung Kohl.

## Inhalt

### Leibfeindlichkeit, Seuchen und Naturkatastrophen
In Angst und Vorurteil ergänzt Bleibtreu-Ehrenberg grundsätzlich ihre in Tabu Homosexualität dargelegte Forschung, wie ansatzweise schon in Der pädophile Impuls, zur abendländischen Leibfeindlichkeit durch die numinose, religiöse und später ideologisch-pseudowissenschaftliche Verknüpfung von Leibfeindlichkeit und damit einhergehendem Konformitätsdruck auf die gesamte Persönlichkeit (siehe den von Bleibtreu-Ehrenberg wiederholt angewandten Begriff der autoritären Persönlichkeit im Sinne der Kritischen Theorie, sowie dessen Weiterentwicklung Right-Wing Authoritarianism) mit ursprünglich von Gottheiten als Strafe gesandten Seuchen und Naturkatastrophen. Hier ziehe sich eine gerade Linie vom Aussatz als Strafe für sündhaftes und lasterhaftes Leben im Allgemeinen, im Besonderen aber Lüsternheit und Unzucht im Alten Testament zunächst bis zur Pest im Mittelalter. Als sich die Wissenschaft anzuschicken begann, sich langsam von der Religion zu lösen, kam aus der Neuen Welt die Syphilis, um die überkommenen numinosen, die Sexualität an sich übersteigenden Vorurteile durch Verknüpfung mit der unser westlichen indogermanischen Kultur zentralen Leibfeindlichkeit zu bestätigen, und nur wenige Jahrzehnte nach der Einführung des Penicillins kam Aids auf.

### Irrige, ethnozentrische Reduzierung von Sexualität
Die laut Bleibtreu-Ehrenberg irrige, ursprünglich zentral auf Homophobie beruhende Reduzierung von Sexualität ausschließlich auf die heterosexuelle Fortpflanzung mittels Genitalverkehrs unter Erwachsenen habe dabei stets das Vorurteil unterstützt, dass jegliche Unzucht, auch die allein begangene Onanie, mit Krankheit und physischer wie psychischer Degeneration verbunden sei. Vor der Syphilis war die strafgebietende religiös-moralische Schuld für jegliche andere Sexualhandlung noch größer gewesen als für die einzig ansatzweise anerkannte, ab Auftreten der Syphilis wirkte dagegen die übliche Reduzierung von Sexualität auf krankheitsübertragende Handlungen vorurteilsbestärkend. Siehe für die Irrigkeit dieser Reduktion auch den Frotteurismus (s. den Artikel Frotteur) unter Homosexuellen, der von Bleibtreu-Ehrenberg schon 1978 in Tabu Homosexualität (wenn auch nicht unter diesem Namen) erwähnt wurde. Das Buch steht auch aufgrund dieser irrig konstruierten gesellschaftlichen Reduktion auf Penetration als vorgeschriebener Normsexualität, die gerade zur Verbreitung sexuell übertragbarer Krankheiten beiträgt, unter dem vorangestellten Motto: Minderheitenschutz ist Mehrheitenschutz.

### Leibfeindlichkeit, Xenophobie und Rassismus
Zusätzlich spricht Bleibtreu-Ehrenberg auch, wie bereits in ihrer Vorarbeit Mannbarkeitsriten (1980) und teilweise in Tabu Homosexualität, die traditionelle Verknüpfung von Leibfeindlichkeit mit antiker indogermanischer Xenophobie an, welche Letztere sich mit steigendem Einfluss der Wissenschaften seit der Aufklärung zum ideologisch-pseudowissenschaftlichen Rassismus wandelte. Als Beispiele seien hier etwa genannt: der mittelalterliche Mythos der Komplizenschaft von Juden und Arabern bei der angeblich die grassierenden Pestepidemien hervorrufenden Brunnenvergiftung mittels durch orgiastische wie mörderische Ausschweifungen auf Hexensabbaten (man beachte die numinos-xenophobe Zusammensetzung des Kompositums aus der Schadenzauberin einerseits und dem fremden Kultfest andererseits) gewonnenen Giften, der Topos des „naturvölkischen“, vor allem dunkelhäutigen ungezügelten Lüstlings und Vergewaltigers, der bei der Entwicklung der rassistischen Minderwertigkeitsideologie eine nicht zu unterschätzende Rolle spielte, sowie die Vorstellung vom Juden als angeblichem Rasseschänder.
Der Konflikt, der bereits die traditionelle leibfeindliche Fremdenfeindlichkeit eingeleitet hatte, die nämlich zu Anfang der Eisenzeit aufgrund des ethnischen Konflikts der einfallenden indogermanischen Stämme mit Überbleibseln travestitischen Schamanentums bei der europäischen Vorbevölkerung entstanden war, wiederholte sich mit der um 1500 n. Chr. einsetzenden Kolonisation des Erdballs durch indogermanisch-westliche Kulturen, als Eroberer und Völkerkundler wiederum auf schamanistische, teilweise auf Sexualmagie beruhende Lokalreligionen stießen (man beachte auch das gleichzeitige Auftreten der Syphilis). Dadurch wurde die alte Fremdenfeindlichkeit, die wie die ihr zugrundeliegende Leibfeindlichkeit selbst, seit Ende der Antike ein Jahrtausend lang durch religiöse Argumentationen aufrechterhalten worden war, aufgrund der scheinbar erneuerten Bestätigung schließlich in Form von pseudowissenschaftlichem Rassismus perpetuiert wurde, worin sich die fremdenfeindliche Komponente des aus der indogermanischen Antike tradierten leibfeindlichen Feindbildes vom lüsternen und nichtmenschlichen Unhold und Schadenzauberer namens Neiding ausdrückte.

### Leibfeindlichkeit und Rauschmittel
Eine zusätzliche Komponente abendländischer Leibfeindlichkeit hatte sich auch über schamanistische Substanzmagie der Steinzeit, Zaubertränke und Giftmischerei der eisenzeitlich-antiken und mittelalterlichen Schadenzauberei, und schließlich Rauschmittel/Drogen als Ausdruck wie Auslöser moralischer Entartung, Maßlosigkeit und Zügellosigkeit entwickelt (vgl. unter anderem auch in diesem Zusammenhang die magische Verwandlung des antiken Neidings in reißende und/oder als unrein angesehene Tiere, siehe auch Judensau).

### Tabuisierung und kulturelles Chiffre
Gleichzeitig war seit alters her eine Tabuisierung des gesamten Themenkomplexes, sprich die numinose Furcht des Beschwörens, das heißt Hervorrufens, durch direktes Aussprechen gegeben, woraus sich unter anderem auch die mittelalterliche Praxis entwickelte, jeden, der durch Nennung des Tabuisierten auffiel, teilweise unter der rationalisierenden Rechtfertigung angeblicher, die Kenntnis von Ausdrücken und vermeintlichen Sachverhalten hervorbringenden Mittäterschaft mit Unholden und Schadenzauberern, sofort der Inquisition zu übergeben, woraus sich die verhüllende Bezeichnung die stumme Sünd für Lüsternheit, Unzucht (in damaliger Terminologie Sodomie), Schadenzauberei (Hexerei, zum Teil auch damit als teilw. identisch angesehene einfache Glaubensabweichungen durch Aberglauben, Häresie und Ketzerei) und Giftmischerei ergab, da niemand das Aussprechen des Tabuisierten wagte. Diese Tabuisierung der direkten Nennung nahm erst langsam mit der Aufklärung ab, obwohl die entsprechenden soziokulturellen Konnotationen und Derivationen aufgrund oben genannter Faktoren nicht abgebaut wurden.
Numinose Konnotationen und Derivationen der abendländischen Leibfeindlichkeit wie Schadenzauberei, Giftmischerei, seelische wie kulturelle und/oder ethnische Fremdartigkeit, körperliche wie seelische und Geisteskrankheiten (in der Neuzeit besonders der ideologisch-pseudowissenschaftliche, im Zusammenhang mit Lüsternheit und Unzucht diagnostizierte moralische Wahnsinn), Seuchen, Naturkatastrophen, Verweichlichung und Verweiblichung, Schwäche und Feigheit etc. (siehe auch Neiding und Tabu Homosexualität) sind daher grundsätzlich als kulturelles Chiffre für die allen diesen Vorstellungen zugrunde liegenden, numinos gefürchtete Lüsternheit und Unzucht anzusehen.
Gleichzeitig war, auch aufgrund der verhüllenden Tabuisierung des direkten Aussprechens, der Unterschied zwischen allen diesen Dingen und besonders der unzüchtigen Ausschweifungen im Einzelnen nicht bekannt, so dass etwa die Eroberer und Ethnologen des neuzeitlichen Kolonialismus, deren Sprache und Ansichten infolge der scheinbaren Bestätigung der leibfeindlichen Vorurteile nun in fremden Ländern wiederum in die neuzeitliche Wissenschaft, Medizin, Soziologie, Forensik etc. zurückwirkte und dort scheinbar modernistischen Eingang fand, aufgrund der soziopsychologisch-ethnozentrischen kognitiven Verzerrung alles zusammen oder zumindest einen Großteil des Themenkomplexes wahrnahmen und dokumentierten, sobald sie in fremden Ländern auf einzelne Komponenten des Komplexes stießen. Hier findet sich, wie überall im Zusammenhang mit der abendländischen Leibfeindlichkeit, eine reiche Zahl an verhüllenden, zu Verwechslungen und Missverständnissen geradezu einladenden Metaphern, wie etwa Lustseuche, Geschwür oder Pesthauch der Ausschweifungen, genauso wie Worte mit sexueller, damals aber zumeist noch unbestimmter und vielfacher Bedeutung wie etwa die durchgängige Verwendung von Päderastie oder Sodomie für Analverkehr genauso wie für travestitische oder schadenzauberische Rituale oder den gleichgeschlechtlichen Verkehr, mangelnde Unterscheidung zwischen den vorgenannten Dingen und auch genauso Vermischung mit Kultprostitution, Kastration, Travestie und biologischem Hermaphroditismus, Tierverkehr, Ritualmord, Kannibalismus, Koprophagie usw., die alle in der einen oder anderen Form Bestandteil der indogermanischen Neidingsvorstellung gewesen waren; wie diesen abendländischen Beobachtern auch keine Unterscheidung zwischen sozialen Stammesnormen, eigener westlicher Moral und individueller (Trieb-)Eigenschaften einzelner Stammesmitglieder möglich war, so dass diese ganzen Abartigkeiten aus ihrer Sicht nur aufgrund von Minderwertigkeit und/oder aus Bösartigkeit begangen werden oder stattfinden konnten.

### Moderne Auswirkungen von Aids
Mit dem Auftreten von Aids nahmen, wie bereits ansatzweise im Zusammenhang mit der Syphilis, offen und unverhüllt anstatt als ständigem, aber tabuisiertem kulturellen Subtext, die vermeintlichen und/oder tatsächlichen sexuellen Minderheiten die frühere Rolle des nichtmenschlichen Unholds, des Schadenzauberers und der vorgeblich niederen Rassen ein, obwohl alle älteren numinosen Bestandteile der Leibfeindlichkeit noch immer weiterwirkten. So verlautete etwa aus dem konservativen Umfeld des damaligen US-Präsidenten Reagan, Aids sei God’s gift to homosexuals (der inzwischen klassische Ausspruch stammt wahrscheinlich vom einflussreichen republikanischen Fernsehprediger Pat Robertson, der auch verkündet, Homosexuelle würden künftige Naturkatastrophen heraufbeschwören, und Robertsons weltliches Pendant Pat Buchanan, damals ebenfalls Republikaner, sekundierte, Aids sei die gerechte Strafe der Natur für widernatürliche Unzucht), während gleichzeitig der CSU-Politiker Peter Gauweiler die sofortige Einführung von Gesetzen zur Zwangseinweisung aller Homosexuellen, Angehörigen sexueller Minderheiten und promisk lebenden Menschen im Allgemeinen, Drogenkonsumenten, sowie HIV- und Aidserkrankten in Konzentrationslager (sic, O-Ton Gauweiler) forderte, um die anständige Mehrheit vor der angeblich von moralisch Minderwertigen verbreiteten "Seuche" (die trotz dementsprechenden Medientenors niemals epidemieartige Ausmaße in westlichen Industrieländern, die etwa mit Pest und Syphilis vergleichbar wären, annahm) zu schützen. Das propagandistische Schlagwort einer sog. moralischen Immunschwäche als Bezeichnung für Aids wie für die angeblichen Ursachen der Krankheit wurde im Dienste der reaktionären Rolle Rückwärts in sexualibus popularisiert.
Einer der einflussreichsten wie augenfälligsten Ausdrücke dieser weiteren Perpetuierung der abendländischen Leibfeindlichkeit aufgrund von Aids fand sich im Abschlussbericht der vom amerikanischen Präsidenten Reagan bestellten parlamentarischen Meese Commission (deren offizielle Aufgabe es war, die vermeintlich mannigfaltigen „Schädigungen durch Pornographie“ zu untersuchen), der engste Zusammenhänge unter anderem zwischen Promiskuität, Konsum wie Herstellung von Pornographie, Aggressionspotential, Gewaltbereitschaft, Hautfarbe, Drogenkonsum und Drogenhandel, sexuellen Abweichungen, Waffenschieberei, Prostitution und Menschenhandel usw. usf. verkündete.
Auf diese Weise wurden die durch die sog. Sexuelle Revolution nach dem Zweiten Weltkrieg allenfalls ansatzweise verschütteten irrationalen Derivationen abendländischer Leibfeindlichkeit in kürzester Zeit reaktiviert und in eine moderne medizinische, psychologische, soziologische, sozialhygienische und forensische Terminologie überführt, so dass nach der ehemals angestrebten Individualisierung und Demokratisierung in sexualibus mit gesellschaftlichen Debatten unter liberalen Vorzeichen der Fokus der Sexualforschung wie -debatten vor allem mittels medial ausgeschlachteter Schauerberichte über angebliche Ursachen wie Folgen von sexueller Libertinage wieder, trotz über Jahrzehnte hin konstant in den westlichen Industrieländern sinkender Zahlen an tatsächlichen Sittlichkeitsdelikten (vgl. als neuere Studie für die alte wie neue Bundesrepublik zum Beispiel übereinstimmend Weber & Narr 1997), auf Sexualität als obskurer und latenter Bedrohung, besonders durch verkommene und entartete Individuen („sexualisierte Gewalt“ und Gewalt an sich von Sexualverbrechern, in den achtziger Jahren fiel unter anderem das damals besonders weitverbreitete Schlagwort von sog. Aidsdesperados auf, und anderen Randgruppen, wie etwa Ausländern oder Drogenkonsumenten), und einem kollektiven Sicherheitsbedürfnis vor apokalyptischen Katastrophen mit Forderungen zur antiindividualistischen Einordnung in leibfeindliche Disziplin verschoben wurde.

### Vorurteilsforschung
Darüber hinaus bietet Angst und Vorurteil eine gründliche,  umfassende Darstellung und Erläuterung soziopsychologischer wie zoologisch-anthropologischer (siehe Soziobiologie) Vorurteilsforschung, ihrer Möglichkeiten, sowie der historischen Entwicklung des Fachgebietes. Hierbei betont Bleibtreu-Ehrenberg, wie bereits in Tabu Homosexualität, dass die Hauptfunktion von Vorurteilen darin bestünde, dem sozialen Gruppenzusammenhalt zu dienen; die herrschende in-group grenzt sich mittels der eigenen sozialen Deutungshoheit von einer so definierten out-group ab (wobei die von der in-group vorgenommene Abgrenzung auf teils fiktiven, teils tatsächlichen, stets aber negativ bewerteten Merkmalen der dieserart von außen definierten out-group beruht), um erst in dieser Ab- und Ausgrenzung und der damit einhergehenden Abwertung von out-group-Minderheiten im Sinne identitätsstiftender Feindbilder ihre eigene Identität und einen daraus resultierenden Gruppenzusammenhalt zu finden.
Da dieser Vorgang aber ebenso die erlernte soziale Identität (s. auch Etikettierungsansatz, engl. labeling approach) der von außen durch die Deutungshoheit der herrschenden in-group definierten, oftmals stigmatisierend pathologisierten und häufig auch kriminalisierten out-group bestimmt, findet sich in diesem gesellschaftlichen Sachverhalt der auch im Falle des negativ-propagandistischen Zerrbildes von außen erlernten sozialen Identität der zweite Grund für das oben genannte Motto des Buches, wonach Minderheitenschutz gleichbedeutend mit Mehrheitenschutz ist.